# Žlkovce
Žlkovce é um município da Eslováquia, situado no distrito de Hlohovec, na região de Trnava. Tem 7,94 km² de área e sua população em 2018 foi estimada em 663 habitantes.

## Demografia
| Ano:        | 1994 | 2004   | 2014   | 2024   |
| ----------- | ---- | ------ | ------ | ------ |
| Broj ljudi: | 624  | 648    | 659    | 627    |
| Razlika:    |      | +3,84% | +1,69% | -4,85% |

| Ano:               | 2023 | 2024   |
| ------------------ | ---- | ------ |
| Número de pessoas: | 646  | 627    |
| Diferença:         |      | -2,94% |